# Pitheciinae
Pitheciinae es una subfamilia de primates platirrinos de la familia Pitheciidae. Contiene tres géneros y nueve especies. Habitan los bosques del norte y centro de Sudamérica, al este de los Andes.

## Clasificación
- - Subfamilia Pitheciinae
    - Género Cacajao
      - Cacajao ayresii[2]
      - Cacajao calvus
      - Cacajao hosomi[2]
      - Cacajao melanocephalus

    - Género Chiropotes
      - Chiropotes satanas
      - Chiropotes chiropotes
      - Chiropotes israelita
      - Chiropotes utahickae
      - Chiropotes albinasus

    - Género Pithecia
      - Pithecia pithecia
      - Pithecia monachus
      - Pithecia irrorata
      - Pithecia aequatorialis
      - Pithecia albicans